# Compsoptera hübneri
Compsoptera hübneri är en fjärilsart som beskrevs av Leo Schwingenschuss 1962. Compsoptera hübneri ingår i släktet Compsoptera och familjen mätare. Inga underarter finns listade i Catalogue of Life.